# Hochregallager

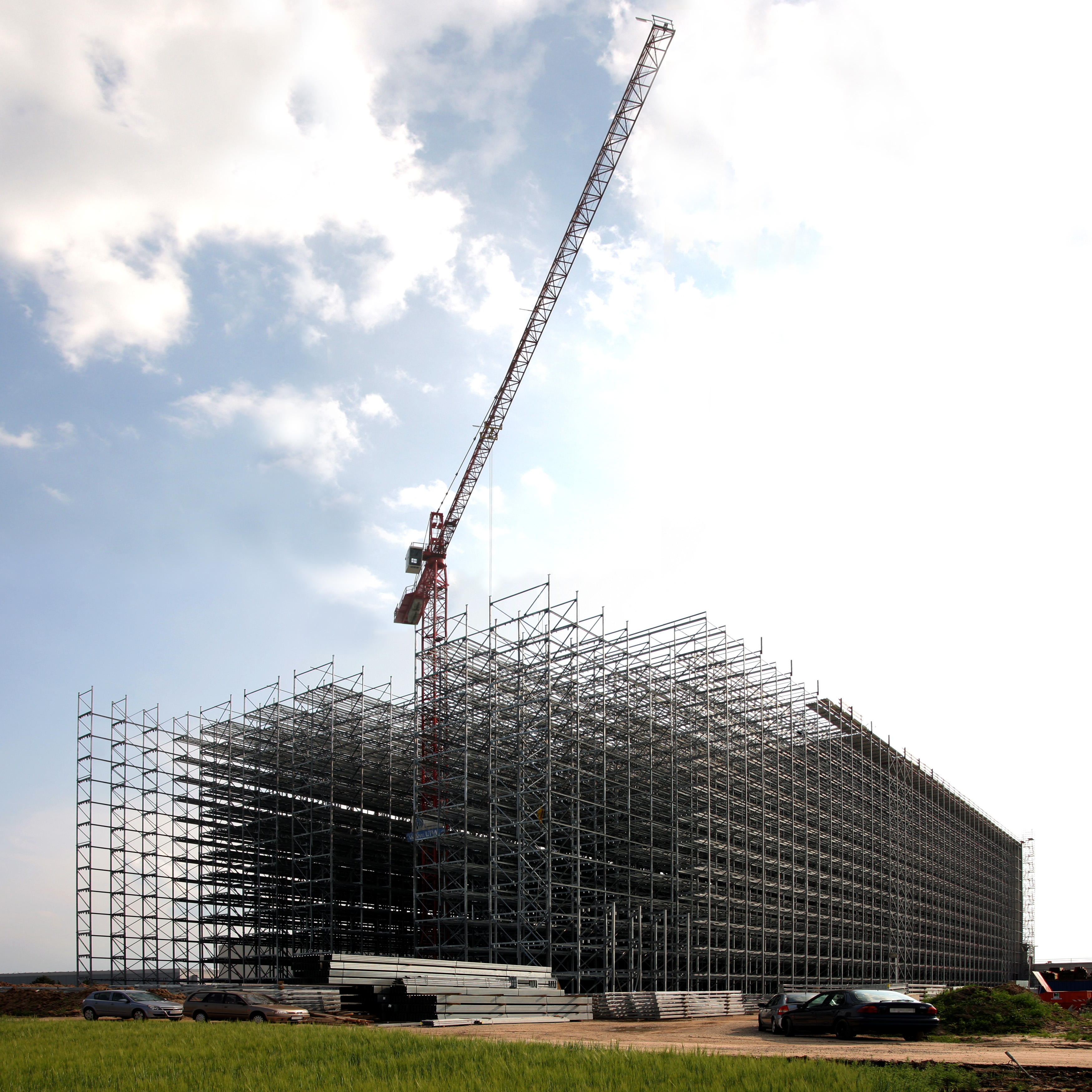
Ein großes im Bau befindliches Hochregallager für 55.000 Europaletten

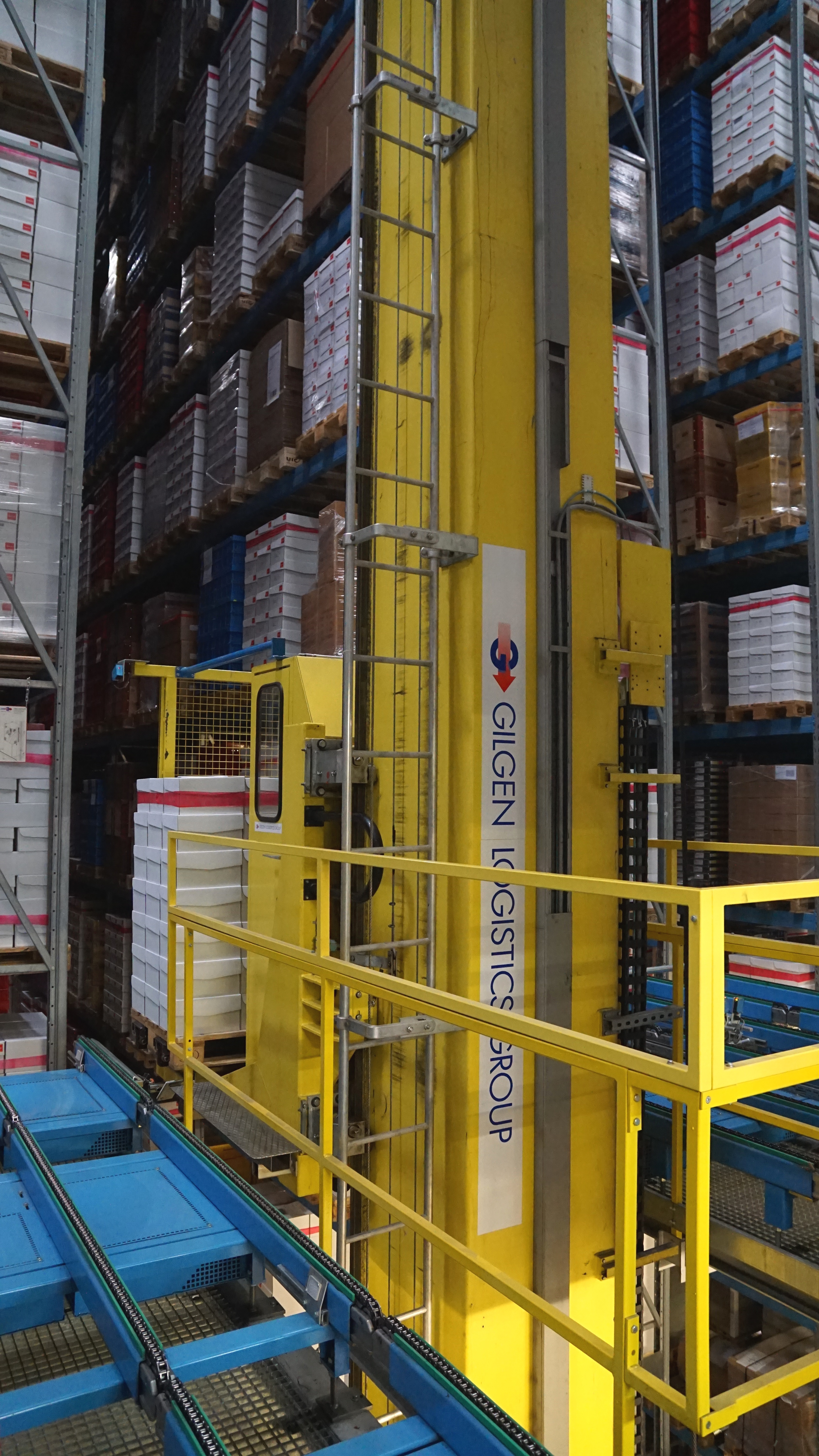
Das Regalbediengerät (1-Mast) lagert die Palette, bis zu 1'500 kg, vollautomatisch aus dem Lager und führt es den Kommissionierarbeitsplätzen zu.

Ein Hochregallager (HRL) ist ein Lager mit Regalen ab einer Höhe von 7,5 Metern Lagerguthöhe, derzeit beträgt die Maximalhöhe ca. 50 Meter. Die Kapazität eines Hochregallagers reicht von wenigen tausend Palettenstellplätzen bis zu mehreren hunderttausenden. Es stellt ein Lagersystem dar, das eine hohe Raumnutzung hat und bei der Erstellung hoher Investitionen bedarf. Meist werden diese Systeme vollelektronisch mit einem Lagerverwaltungssystem bewirtschaftet. Die Waren werden innerhalb des Lagers von Regalbediengeräten (RBG) befördert. In Hochregallagern kann sowohl Flachgut als auch Langgut eingelagert werden.
Hochregallager werden zumeist aus einer Stahlkonstruktion gebaut; es finden sich jedoch seltener auch reine Holzregallager. In Europa gibt es derzeit sechs Holz-Hochregallager (Stand März 2015); das höchste davon mit 30 m Höhe in Kleinheubach. Die Bandbreite an Ausführungsvarianten von Regalsystemen ist groß. Zwischen einem vollautomatischen Hochregallager in Silobauweise und einer manuell bedienten Regalanlage, errichtet in einer Halle, liegen zahlreiche Mischformen. Speziell von der Silobauweise spricht man aber nur, wenn ein Regal die tragende Unterkonstruktion für Dach und Fassade darstellt.

## Lagerbereich

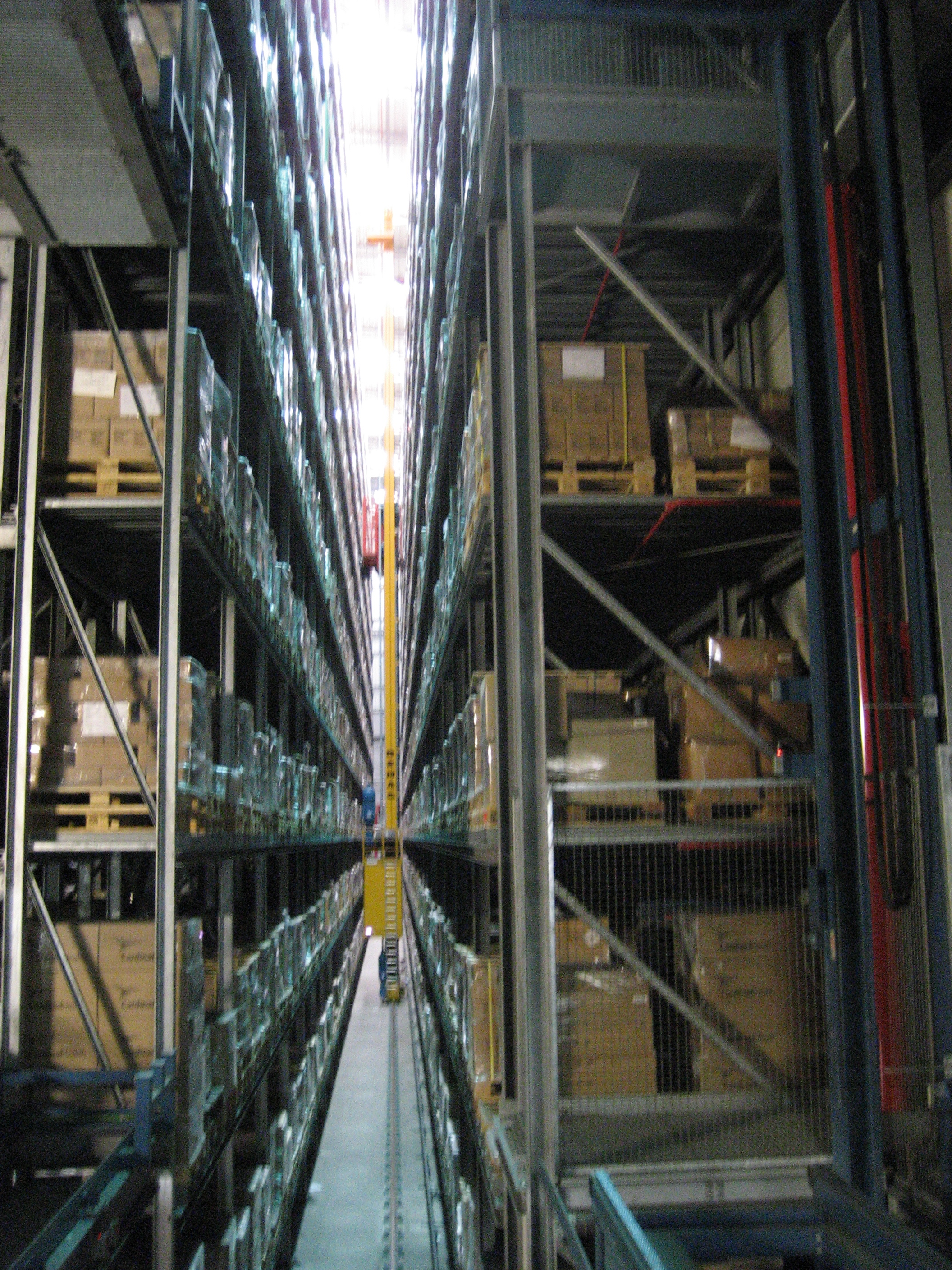
Hochregallager für Europaletten im Betrieb. In der Bildmitte ist das ca. 40 m hohe Regalbediengerät zu erkennen.

Hier werden die Waren im Hochregal gelagert. Zwischen zwei Regalreihen befindet sich jeweils eine Gasse, in der sich Regalbediengeräte (RBG) bewegen, die z. B. durch Schienen oder Induktion nur in Längsrichtung der Gasse fahren können, um Waren in die Regale ein- und auszulagern.
Die Regalbediengeräte werden automatisch gesteuert, wenn in der Vorzone kommissioniert wird (Ware zu Person). Sie können aber auch manuell bedient werden, wenn direkt im Regal kommissioniert wird (Person zur Ware). Bei einem Lager mit Automatikbetrieb ist dieser Teil aus Sicherheitsgründen mittels Zäunen und Lichtschranken für den Zutritt durch Personen abgesperrt.
Jede Gasse hat einen Ein- und Auslagerungsbereich. Dort werden bei einem automatisch betriebenen Hochregallager mittels einer Fördertechnik die Ladeeinheiten bewegt und an die Auf- und Abgabepunkte für die Gabelstapler bewegt. Bei manuell betriebenen Hochregallagern sind im Regal an der Stirnseite die vordersten Plätze als Übergabeplätze an die Gabelstapler ausgeführt.

## Vorzone
Zum Hochregallager gehört ein Zufuhr- oder Einlagerungsbereich, über den die Waren angeliefert werden und von dem die Regalbediengeräte die Waren zwecks Einlagerns abholen. Analog wird ein Auslagerungsbereich benötigt, an dem die Regalbediengeräte die Ware nach dem Auslagern ablegen.
Komponenten dieser Fördertechnik können Kettenförderer, angetriebene Rollenbahnen, Schwerkraftrollenbahnen, Hubtische, Drehtische, Umsetzer, Fahrerlose Transportfahrzeuge, Verschiebewagen und Vertikalförderer sein.
Eine Besonderheit der Regalbediengeräte bildet ein Truck-Shuttlesystem für jede Lagerebene, wie bei dem Einsatz im vollautomatischen Kompaktlager.
Bei automatischen Kommissionierlagern sind in der Vorzone Kommissionierplätze angeordnet. Die Palette kommt aus dem Hochregallager zum Kommissionierplatz, die Ware wird entnommen, ausgebucht und die Palette geht wieder zurück ins Hochregallager.
In der Vorzone erfolgt auch die Identifizierung der Ware für das Lagerverwaltungssystem bzw. den Materialflussrechner, dieser Punkt wird als I-Punkt (Identifikationspunkt) bezeichnet.
Die Ware wird hier mit automatisch lesbaren Identifikatoren versehen, zum Beispiel mit einem Barcode oder Smart Label, und wird ab hier bis zur Ausbuchung vom Lagerverwaltungssystem verwaltet.

## Verwaltung und Steuerung

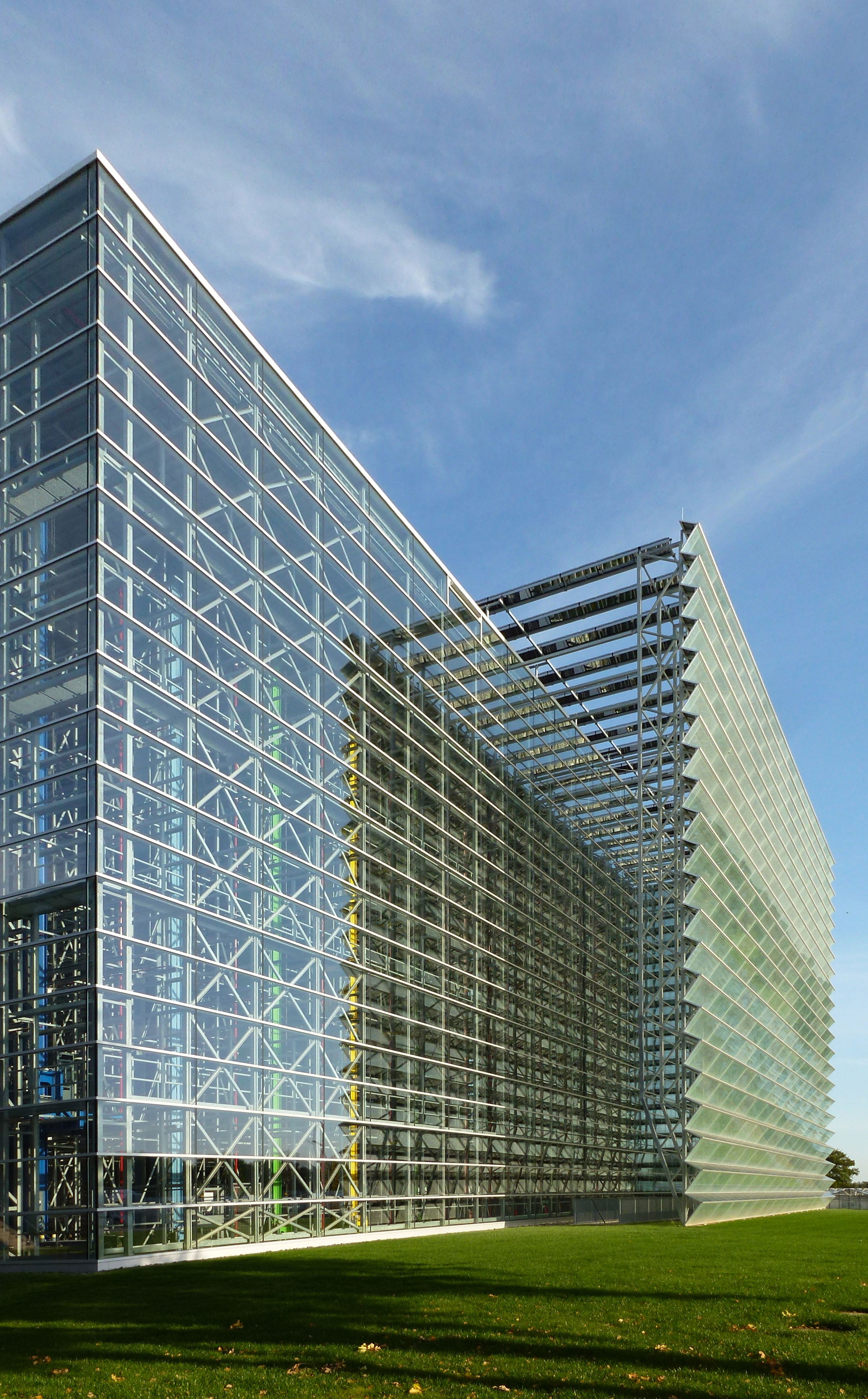
Hochregallager von Ernsting's family mit Glasfassade

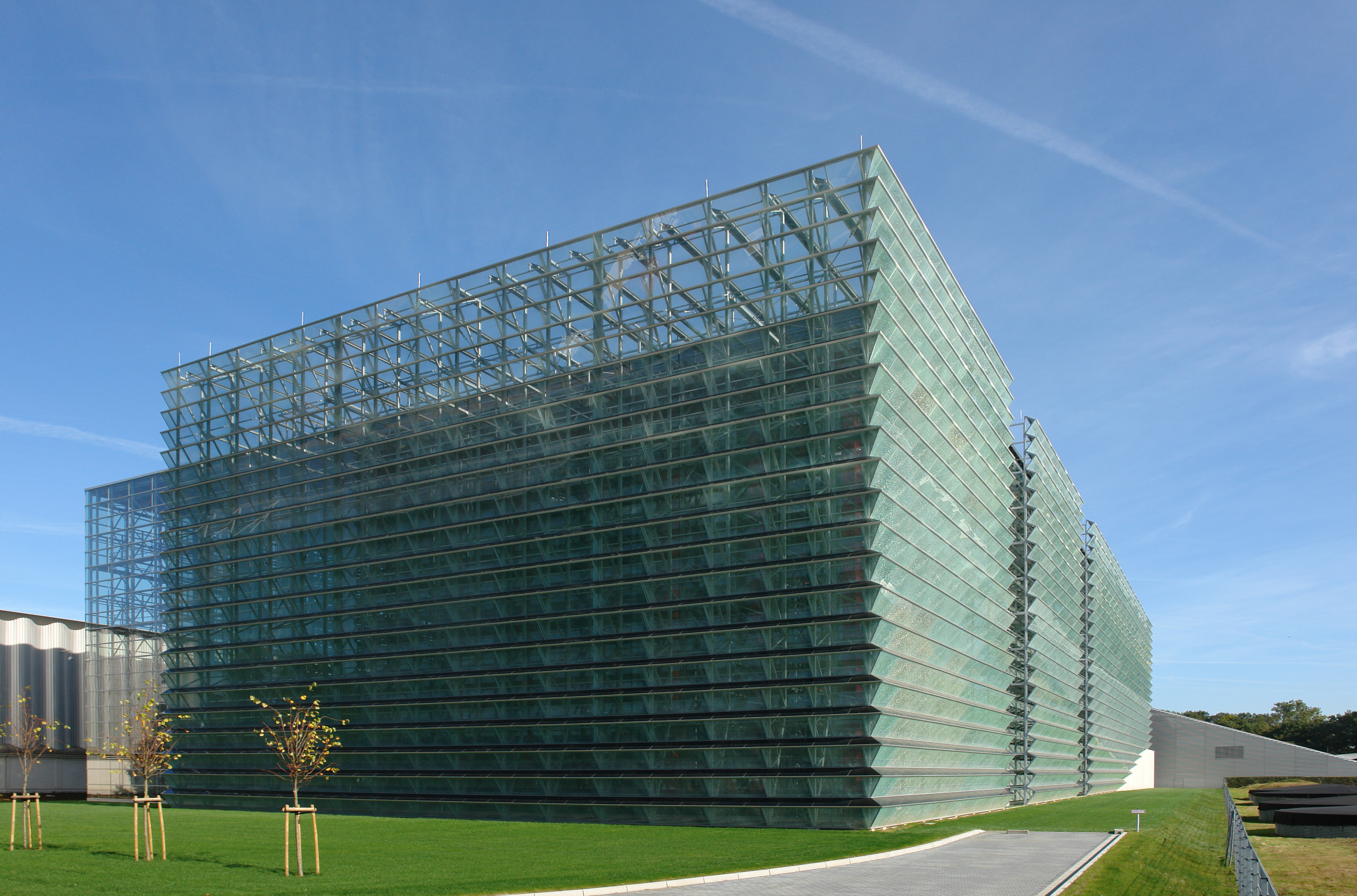
Hochregallager mit gefalteter Solarmembran von Nabo Gaß

Ein Hochregallager wird von einem IT-System verwaltet und gesteuert. Die Landschaft dieser Systeme ist dabei sehr stark heterogen. Fast immer ist ein ERP-System angebunden. Darunter ist häufig ein Lagerverwaltungssystem (LVS) zu finden, das wiederum mit einem Materialflussrechner kommuniziert. Der Materialflussrechner steuert dabei die Fördertechnik der Vorzone, die Regalbediengeräte und evtl. Technik in anderen Gewerken. Bei weniger komplexen Systemen ist der Materialflussrechner meist im Lagerverwaltungssystem integriert.
Das IT-System koordiniert die Ein- und Auslagerung der Ware nach bestimmten Richtlinien. Die Optimierung der Software an die individuellen Anforderungen ist maßgeblich für die Leistung des Lagers verantwortlich.
Eingelagert wird häufig nach dem Prinzip der dynamischen Lagerhaltung – früher chaotische Lagerhaltung genannt. Vereinfacht gesagt bedeutet dies, dass das System sich irgendeinen freien Platz sucht und die Ware einlagert. Bei Bedarf kann man dieses chaotische Prinzip durch Regeln ergänzen. Beispielsweise kann man fordern, dass ein Material, das in mehreren Containern vorliegt, derart auf mehrere Regalreihen verteilt wird, dass verschiedene Regalbediengeräte das Material auslagern können. Damit stellt man sicher, dass das Material auch dann verfügbar ist, wenn einmal ein Regalbediengerät ausfällt.
Verbreitet ist auch die ABC-Strategie zur Erhöhung der Umschlagleistung. Hier werden die am häufigsten benötigten Artikel im A-Bereich (nahe am Ein-/Auslagerplatz) des Lagers gelagert. Im A-Bereich sind die Fahrwege relativ gering und damit auch die Ein-/Auslagerzeiten. Analog wird der B-Bereich in mittlerer Entfernung für weniger oft benötigte Artikel und der C-Bereich im hinteren Lagerteil für selten benötigte Artikel verwendet.

## Relevante Normen
- FEM 9.222 Regeln über die Abnahme und Verfügbarkeit von Anlagen mit Regalbediengeräten und anderen Gewerken (PDF; 3,8 MB)
- FEM 9.831 Berechnungsgrundlagen für Regalbediengeräte – Toleranzen, Verformungen und Freimaße im Hochregallager (PDF)
- FEM 9.832 Berechnungsgrundlagen für Regalbediengeräte – Toleranzen, Verformungen und Freimaße im automatischen Kleinteilelager (keine Silobauweise) (PDF; 4,3 MB)
- FEM 9.851 Leistungsnachweis für Regalbediengeräte – Spielzeiten